# رون إروين (لاعب كرة قدم أسترالية)
رون إروين (بالإنجليزية: Ron Irwin)‏ هو لاعب كرة قدم أسترالية أسترالي، ولد في 23 أكتوبر 1923، وتوفي في 18 أغسطس 2009.

## وصلات خارجية
- رون إروين على موقع AustralianFootball.com (الإنجليزية)
- رون إروين على موقع AFLtables.com (الإنجليزية)